# Ekron
Ekron was een van de vijf belangrijke steden van de Filistijnen. Reeds aan het begin van de twintigste eeuw werd vermoed dat de stad geïdentificeerd moest worden met Tel Miqne, 37 km ten zuidwesten van Jeruzalem. De vondst van de Ekroninscriptie in 1996 maakte deze identificatie zeker.
De stad lag op de grens van de kustvlakte en het bergland van Juda en controleerde de handelsroutes van Ashdod naar Gezer. In de zevende eeuw v.Chr. was Ekron een van de grootste steden in het gebied van het tegenwoordige Israël. De stad bestond, zoals veel steden in de oudheid, uit een hoger gelegen deel (de bovenstad of akropolis) en een lager gelegen benedenstad. In de Filistijnse periode maakte de stad deel uit van de Filistijnse pentapolis (vijfstedenbond), die naast Ekron bestond uit Ashkelon, Ashdod, Gaza en Gat.
In Tell Miqne zijn grootschalige opgravingen verricht gedurende veertien seizoenen van 1981 tot 1996, onder leiding van Trude Dothan en Seymour Gitin.

## Geschiedenis

### Kanaänitische bewoning
Uit aardewerkvondsten blijkt dat in ieder geval de bovenstad van de tell vanaf het Chalcolithicum tot in de Vroege Bronstijd onafgebroken bewoond is geweest. In de Midden Bronstijd werd zowel de boven- als de benedenstad versterkt met verdedigingswallen en fortificaties, wat impliceert dat de stad in deze periode belangrijk was. Aardewerk- en andere vondsten bevestigen dat zowel de boven- als de benedenstad in deze periode bewoond was.
In de Late Bronstijd lijkt alleen de bovenstad bewoond te zijn geweest. Cypriotisch en Myceens aardewerk getuigt van overzeese handelscontacten. In deze periode stond Kanaän onder Egyptische invloed en dit blijkt ook uit de vondsten op de tell, doordat verschillende scarabeeën zijn aangetroffen. Een daarvan draagt de naam van Amenhotep III. Mogelijk wordt de stad in deze periode genoemd in de Amarna-brieven onder de naam Kelti.
Aan het einde van de Vroege Bronstijd is de stad verwoest door een hevige brand. Deze verwoesting valt in de tijd ongeveer samen met de komst van de Filistijnen in het gebied.

### Filistijns Ekron

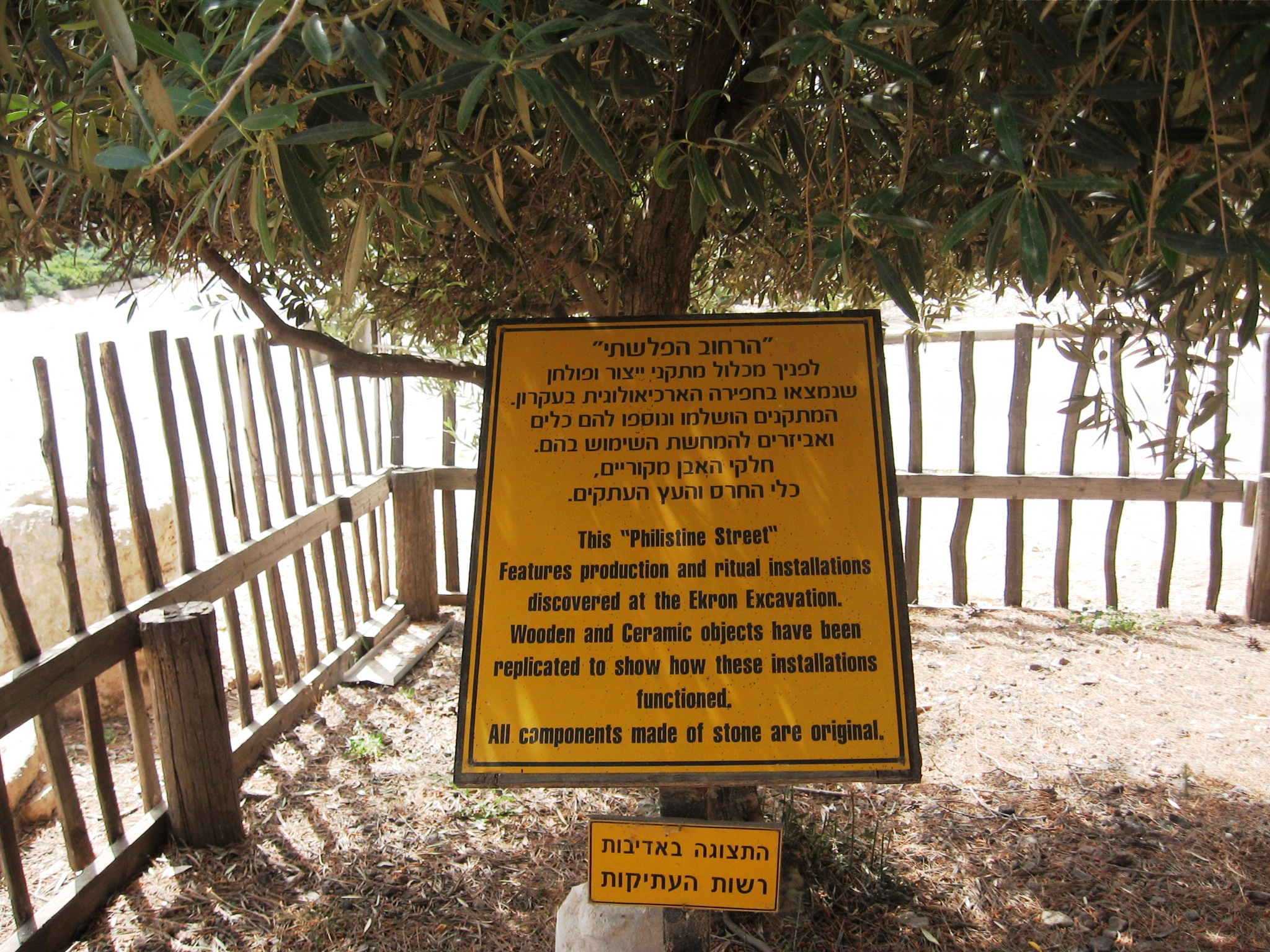
Uitleg bij de gereconstrueerde Filistijnse straat bij de opgravingen bij Tel Miqne/Ekron

#### IJzertijd I
De Filistijnen herbouwden de stad in de 12e eeuw v.Chr. en in ieder geval vanaf deze tijd draagt zij de naam Ekron. Ekron maakt nu ook deel uit van de Pentapolis. Zowel de boven- als de benedenstad was in deze periode versterkt met een 3,25 meter dikke zandstenen muur, maar ook buiten de stadsmuren werden woonhuizen gebouwd, waaruit blijkt dat er niet direct een militaire dreiging ten opzichte van Ekron was. De aard van de vondsten uit deze periode laat zien dat de stad volgens een tevoren gemaakt plan gebouwd is, waarbij de stad in verschillende wijken is gebouwd (een wijk voor de elite, een wijk voor het gewone volk, een wijk voor fortificaties en gebouwen met een publieke en religieuze functie en een industriële wijk).
Uit deze periode zijn ovens aangetroffen die voor industriële aardewerkproductie gebruikt werden. Ook is bij de top van de tell een tempel aangetroffen met ruimten waarin cultische voorwerpen gevonden zijn, die overeenkomsten vertonen met Cypriotische heiligdommen in Enkomi en Kition.
De architectuur van deze periode en het gevonden aardewerk wijkt sterk af van de Late Bronstijd en getuigt van de Filistijnse cultuur, die zich onderscheidde van de Kanaänitische cultuur. Vanaf het einde van IJzertijd I (begin 10e eeuw) vindt echter steeds meer culturele assimilatie plaats aan vooral de Fenicische en Egyptische cultuur.
Aan het einde van IJzertijd I (begin 10e eeuw) is de stad verwoest, maar het is niet duidelijk of farao Siamun hiervoor verantwoordelijk was of de Israëlieten.

#### IJzertijd II
Na de verwoesting aan het einde van IJzertijd I is aanvankelijk alleen de bovenstad herbouwd en bleef de benedenstad onbewoond (ca. 950-750 v.Chr.). De omvang van de stad was nu nog slechts 20% van de omvang in IJzertijd I, waaruit blijkt dat Ekron in deze periode niet erg belangrijk was (de stad Gat daarentegen beleefde in deze tijd juist het hoogtepunt van haar bloei). De bovenstad werd opnieuw omgeven door een stadsmuur, met daarin een 7 meter brede toren, gemetseld in Fenicische stijl. Centraal in de bovenstad lag een verharde weg met muren aan weerszijden. In de achtste eeuw werden hier winkeltjes gebouwd, met de opening naar de kant van de weg. Ook werd een waterafvoer langs de weg aangelegd.
Na de verovering van het gebied door de Assyriërs, halverwege de achtste eeuw, begon de stad weer snel te groeien.
Toen in 704 v.Chr. de Assyrische koning Sargon II overleed en werd opgevolgd door Sanherib, kwam koning Hizkia van het naburige koninkrijk Juda in opstand tegen Assyrië. Ook de aristocratie van Ekron sloot zich bij de opstand aan, zette de pro-Assyrische vorst Padi af en leverde hem uit aan Hizkia, die hem gevangen zette. In 701 v.Chr. voerde Sanherib een veldtocht om de opstandige gebieden te heroveren. De aristocraten van Ekron deden daarop een beroep op Egypte, dat inderdaad troepen stuurde. Iets ten noorden van Ekron versloeg Sanherib echter de Egyptische troepen. Hij trok Ekron binnen, executeerde de opstandige aristocraten en voerde een deel van de bewoners weg in ballingschap. Hij bevrijdde Padi uit handen van Hizkia en stelde hem opnieuw aan als stadsvorst over Ekron.
Ondanks de verovering door Sanherib zette de groei van de stad door. Ook de benedenstad werd nu weer bewoond en met een dubbele stenen stadsmuur omgeven. Ook de industrie nam in deze periode snel in omvang toe. Er zijn uit deze periode meer dan 115 olijfolieperserijen aangetroffen, die samen goed zijn voor een productie van 500-1000 ton olijfolie per jaar. Dat maakt Ekron tot de grootste olijfolieproducent die tot nu toe uit de oudheid bekend is. Grote hoeveelheden kruiken die bij de olijfolieperserijen gevonden zijn, laten zien dat de olijfolie bestemd was voor de export. Ook ontwikkelde Ekron in deze periode een wolindustrie, waarschijnlijk bedoeld voor de export naar het Assyrische rijk. Aan het einde van de zevende eeuw, als de Assyriërs hun greep op het gebied verliezen en het gebied meer onder Egyptische invloed komt, begint de olijfolieproductie iets af te nemen, wat blijkt uit het feit dat een aantal olijfolieinstallaties vanaf die tijd niet meer gebruikt zijn.

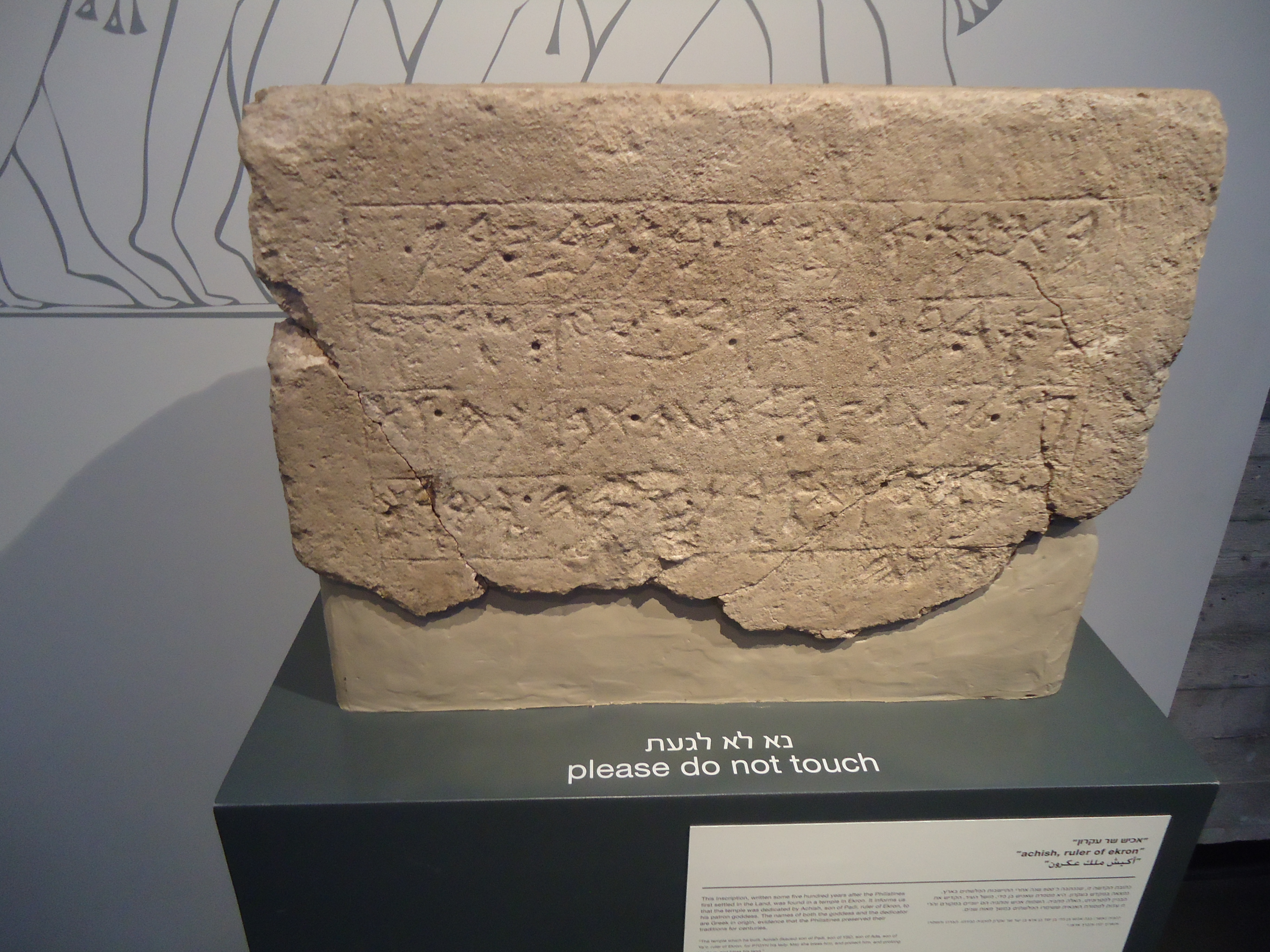
Ekroninscriptie (Israel Museum, Jeruzalem).

De bloei van de stad komt ook op het gebied van de godsdienst tot uiting. De stad werd verrijkt met een grote tempel, waar ook de beroemde Ekroninscriptie is aangetroffen, waarin de toenmalige vorst Ikausu de tempel aan de godin van de stad (Ashera(t)?) wijdt en waarop de namen van vijf generaties koningen van Ekron vermeld staan. De tempel is gebouwd naar Neo-Assyrisch model, met een lange centrale hal met een zandstenen podium aan het uiteinde en daarachter twee binnenplaatsen, waarlangs verschillende ruimten gebouwd zijn. Het heiligdom zelf was omgeven met zuilen en is gebouwd naar Fenicisch ontwerp, dat duidelijk overeenkomsten vertoont met de Astartetempel in Kition (Cyprus). In een van de ruimten bij de tempel zijn gouden, zilveren, bronzen en ivoren voorwerpen gevonden, waaronder een grote gouden uraeuscobra, een ivoren knop met de cartouche van farao Ramses VIII en een ivoren beeldje met de cartouche van farao Merenptah. Ook is een inscriptie gevonden die luidt 'voor Baäl en voor Padi' (Padi was een koning van Ekron), die overeenkomsten vertoont met Assyrische inscripties. Onder de vondsten in het tempelcomplex is ook een nijlpaardtand, vermoedelijk verkregen door handel met Egypte, die waarschijnlijk symbolische waarde had en gebruikt werd door de priesterkaste.
In bijgebouwen bij de tempel zijn nog 14 andere inscripties aangetroffen, onder meer met verwijzingen naar de godin Asjerat. Ook relatief grote hoeveelheden edelstenen zijn aangetroffen, alsmede zes hoeveelheden zilver (met samen 305 zilverstukken), die vermoedelijk votiefoffers zijn geweest. Uit de zilvervondsten kan worden afgeleid dat zilver in die tijd gebruikt werd als munteenheid in de overzeese handel.
Op een andere plaats in de stad zijn in totaal negen zandstenen altaren gevonden, aan alle vier de zijden voorzien van hoornen, waarop vermoedelijk wierook werd gebrand.
In 604 of 603 v.Chr. is de stad verwoest door toedoen van de Babylonische koning Nebukadnezar II. Daarna is een nog slechts een klein deel van de stad korte tijd bewoond geweest, maar vanaf het begin van de zesde eeuw is de stad verlaten.

### Later tijd
In literatuur uit de Hasmonese periode wordt Ekron genoemd. Aan de noordkant van de tell zijn tekenen van bewoning aangetroffen uit de Romeinse, Byzantijnse en islamitische periode.

### Voornaamste bron
- T. Dothan - S. Gitin, Tel Miqne-Ekron. Summary of Fouteen Seasons of Excavation 1981-1996, Jeruzalem, 2005.

### Overige bronnen
- T. Dothan - S. Gitin, art. Ekron, in: D.N. Freedman, Anchor Bible Dictionary, New York: Doubleday, 1992, vol II pp. 415–422.
- H. Geva, Ekron - A Philistine City, in Archaeological Sites in Israel 4 (1999).
- S. Gitin, Ekron of the Philistines in the Late Iron Age II, Asor Newsletter 49.1 (1999) pp. 11-13.
- S. Gitin - T. Dothan - J. Naveh, Special Report: Ekron Identity Confirmed, in Archaeology 51 (1998). (abstract)
- J. Lev-Tov, The Social Implications of Subsistence Analysis of Faunal Remains from Tel Miqne-Ekron, in Asor Newsletter 49 (1999), pp. 13-15.
- E.F. Maher, A Hippopotamus Tooth from a Philistine Temple: Symbolic Artifact or Sacrificial Offering?, Near Eastern Archaeology 68 (2005) pp. 59–60.
- Magnussen, M. 1978: Graven in Bijbelse Bodem - Archeologie van de landen van de Bijbel, Westland, Schoten, ISBN 9024670209